# 八戸市縄文学習館
八戸市縄文学習館（はちのへしじょうもんがくしゅうかん）とは、青森県八戸市にある歴史施設である。2011年7月10日からは八戸市埋蔵文化財センター 是川縄文館の分館となっている。

## 概要
八戸市縄文学習館は、八戸市の是川遺跡の内に立地している。
1階に専門的な学習が可能な情報資料室と体験学習室を備え、2階には収蔵庫を備えている。

## 沿革
八戸市縄文学習館が建設される以前は是川考古館・八戸市歴史民俗資料館に埋蔵文化財が収蔵されていた。縄文学習館がオープンしてからは、是川考古館などの施設は学習館の施設となった。
- 1968年 - 是川考古館建設
- 1975年9月 - 八戸市歴史民俗資料館開館
- 1994年6月24日 - 縄文学習館開館
- 2011年5月9日 - 同年7月10日の八戸市埋蔵文化財センター 是川縄文館の開館に伴い、この日より改装工事のため一旦休館[2]
- 2011年7月10日 - 是川縄文館の分館として開館
- 2020年7月 - 館内整備のため休館
- 2024年 - 是川遺跡の公園整備事業が決まり、縄文学習館の廃止と解体が決定[3]。

## アクセス
- 八戸自動車道 八戸ICから自動車で約10分
- JR東日本八戸線：本八戸駅から、南部バス中居林・是川支所前経由バス（是川団地(支所前)行・荒谷行）で、「縄文学習館前」バス停下車
- 八戸中心街ターミナル（中央通り(3番のりば)）から、コミュニティバス「るるっぷ八戸」：「是川遺跡・縄文学習館前」バス停下車

## 関連施設
- 八戸市埋蔵文化財センター 是川縄文館
- 八戸市博物館
- 八戸市美術館
- 南郷歴史民俗資料館